# ÖFB 2. Frauen Bundesliga
La ÖFB 2. Frauen Bundesliga è la seconda serie del campionato austriaco femminile di calcio. È organizzata annualmente dalla ÖFB e vi partecipano 12 squadre; la vincitrice è promossa nella ÖFB Frauen Bundesliga.

## Storia
Nella stagione 1979-80 venne istituita una seconda serie nell'Austria orientale, alla quale accedevano i club di Vienna e dello stato della Bassa Austria; in seguito, si unirono anche i club del Burgenland. La vincitrice veniva promossa in massima serie. Nel 1994 venne creato un campionato di secondo livello anche nell'ovest del paese, ma che non dava accesso alla massima serie. Nei primi anni 2000 nacquero anche i campionati per gli altri stati federati, così che si creò una seconda serie interstatale con quattro raggruppamenti: Mitte, West, Ost e Steiermark, che includeva anche i club carinziani. I meccanismi di promozione variarono negli anni, prevedendo uno spareggio o un girone tra le vincitrici dei gironi, includendo anche l'ultima classificata in Bundesliga.
Tra le stagioni 2011-12 e 2018-19 la seconda serie era composta da due raggruppamenti: Mitte/West ed Ost/Süd. Le vincitrici disputavano uno spareggio per decretare la squadra promossa in Bundesliga. Dalla stagione 2019-20 la seconda serie è stata organizzata su un girone unico ed è stato introdotto il nome "2. Frauen Bundesliga" al posto di "2. Frauen Liga". La prima classificata al termine della stagione veniva promossa in Bundesliga. Le seconde squadre, che fino alla stagione precedente potevano giocare in seconda serie, dal 2019 vennero spostare nella Future League, una competizione dedicata. Proprio la stagione 2019-20 venne interrotta ed annullata per gli effetti della pandemia di COVID-19.

## Albo d'oro
dal 1979 al 1994 a singolo girone
| Stagione  | Vincitrice                   |
| --------- | ---------------------------- |
| 1979-1980 | SV Aspern II                 |
| 1980-1981 | DSC Alland-Brunn             |
| 1981-1982 | KSV der Wiener Berufsschulen |
| 1982-1983 | Landhaus Vienna II           |
| 1983-1984 | Landhaus Vienna II           |
| 1984-1985 | Landhaus Vienna II           |
| 1985-1986 | DFC Heidenreichstein         |
| 1986-1987 | DFC Heidenreichstein         |
| 1987-1988 | ASV Vösendorf                |
| 1988-1989 | Landhaus Vienna II           |
| 1989-1990 | DFC Laimbach                 |
| 1990-1991 | DFC Heidenreichstein         |
| 1991-1992 | FV Austria XIII              |
| 1992-1993 | DFC Obersdorf                |
| 1993-1994 | SC Neunkirchen               |

dal 1994 al 1999 a due gironi
| Stagione  | Vincitrice          | Vincitrice        |
| Stagione  | 2. Liga Ost         | Regionalliga West |
| --------- | ------------------- | ----------------- |
| 1994-1995 | DFC Obersdorf       | Innsbrucker AC    |
| 1995-1996 | DFC Obersdorf       | RW Rankweil       |
| 1996-1997 | Neulengbach         | Innsbrucker AC    |
| 1997-1998 | ATSV Deutsch-Wagram | SK Zirl           |
| 1998-1999 | SC Brunn am Gebirge | FC Egg            |

dal 1994 al 2011 a quattro gironi
| Stagione  | Vincitrice            | Vincitrice           | Vincitrice             | Vincitrice            |
| Stagione  | Mitte                 | West                 | Ost                    | Landesliga Steiermark |
| --------- | --------------------- | -------------------- | ---------------------- | --------------------- |
| 1999-2000 | –                     | Schwarz-Weiß Bregenz | SC Stattersdorf        | DFC St. Ruprecht      |
| 2000-2001 | SV Garsten            | FC Lingenau          | SC Damen Dörfl         | LUV Graz              |
| 2001-2002 | SV Garsten            | FC Lingenau          | USG Ardagger/Neustadtl | ASV St. Margarethen   |
| 2002-2003 | SV Spittal/Drau       | FC Koblach           | Südburgenland          | ASV St. Margarethen   |
| 2003-2004 | SV Garsten            | FC Koblach           | ASK Erlaa              | Leoben                |
| 2004-2005 | LASK Ladies           | FC Koblach           | SV Gloggnitz           | DFC St. Ruprecht      |
|           | Mitte                 | West                 | Ost                    | Süd                   |
| 2005-2006 | Union Kleinmünchen II | Schwarz-Weiß Bregenz | Horn                   | Leoben                |
| 2006-2007 | USK Hof               | Wacker Innsbruck     | SV Groß-Schweinbarth   | St. Veit              |
| 2007-2008 | USK Hof               | FC Koblach           | SV Groß-Schweinbarth   | ASV St. Margarethen   |
| 2008-2009 | Union Kleinmünchen    | –                    | SKV Altenmarkt         | FC Stattegg           |
| 2009-2010 | Union Kleinmünchen    | Union Kleinmünchen   | Spratzern              | DFC St. Ruprecht      |
| 2010-2011 | Heeres SV Wals        | Heeres SV Wals       | Spratzern              | SC/ESV Parndorf       |

dal 2011 al 2019 a due gironi
| Stagione  | Vincitrice          | Vincitrice              |
| Stagione  | Mitte/West          | Ost/Süd                 |
| --------- | ------------------- | ----------------------- |
| 2011-2012 | Wacker Innsbruck II | SKV Altenmarkt          |
| 2012-2013 | Heeres SV Wals      | Neulengbach II          |
| 2013-2014 | Bergheim/USK Hof    | St. Pölten-Spratzern II |
| 2014-2015 | Bergheim/USK Hof    | Neulengbach II          |
| 2015-2016 | Bergheim            | ASK Erlaa               |
| 2016-2017 | FFC Vorderland      | St. Pölten II           |
| 2017-2018 | Wacker Innsbruck    | Sturm Graz II           |
| 2018-2019 | Rankweil            | Horn                    |

dal 2019 a girone unico
| Stagione  | Vincitrice                        |
| --------- | --------------------------------- |
| 2019-2020 | interrotta ed annullata           |
| 2020-2021 | First Vienna                      |
| 2021-2022 | Union Kleinmünchen/Blau-Weiß Linz |
| 2022-2023 | Lustenau/Dornbirn                 |
| 2023-2024 | LASK                              |